# Naturschutzgebiet Hüttenberg

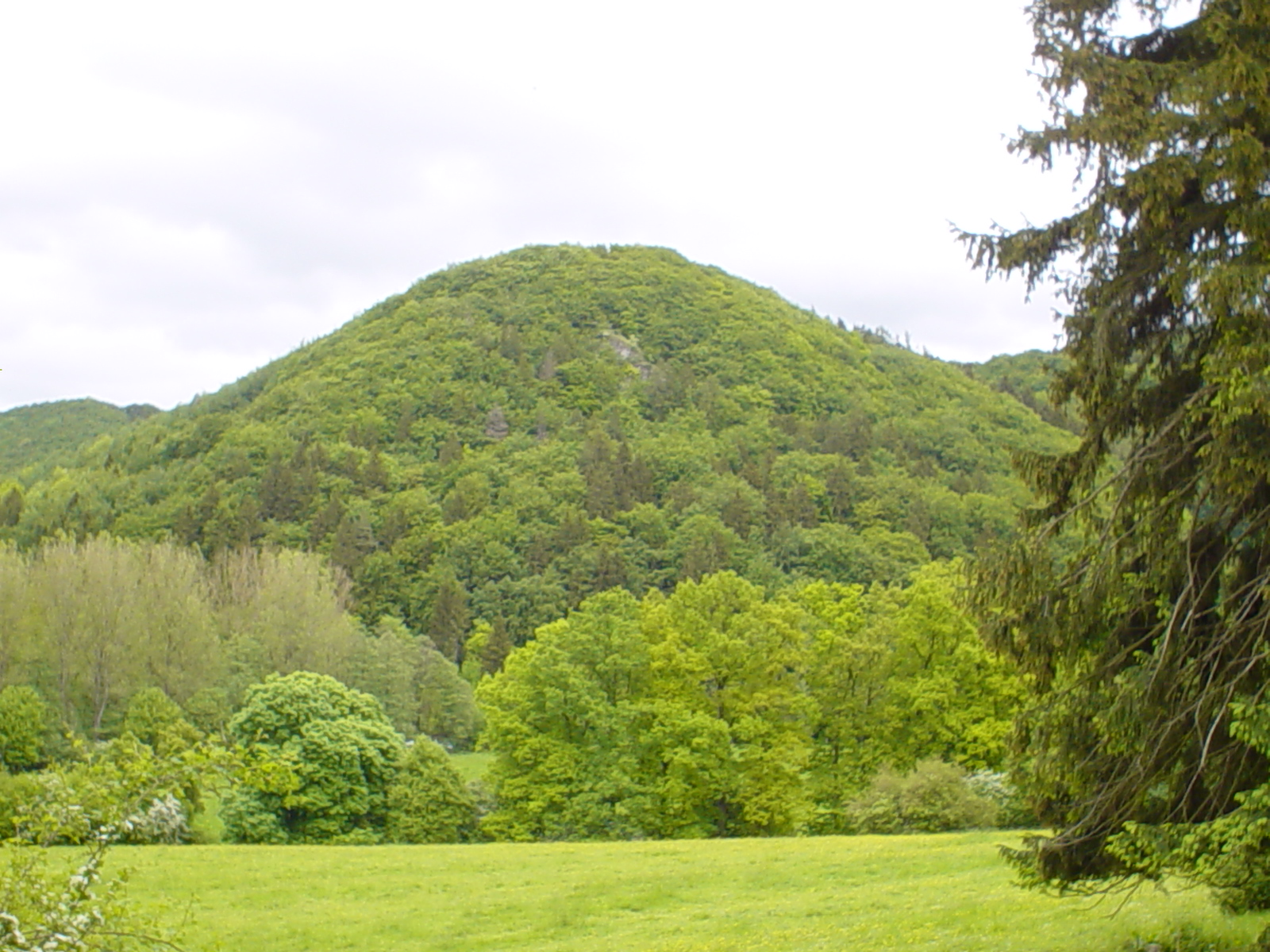
Naturschutzgebiet Hüttenberg von Westen

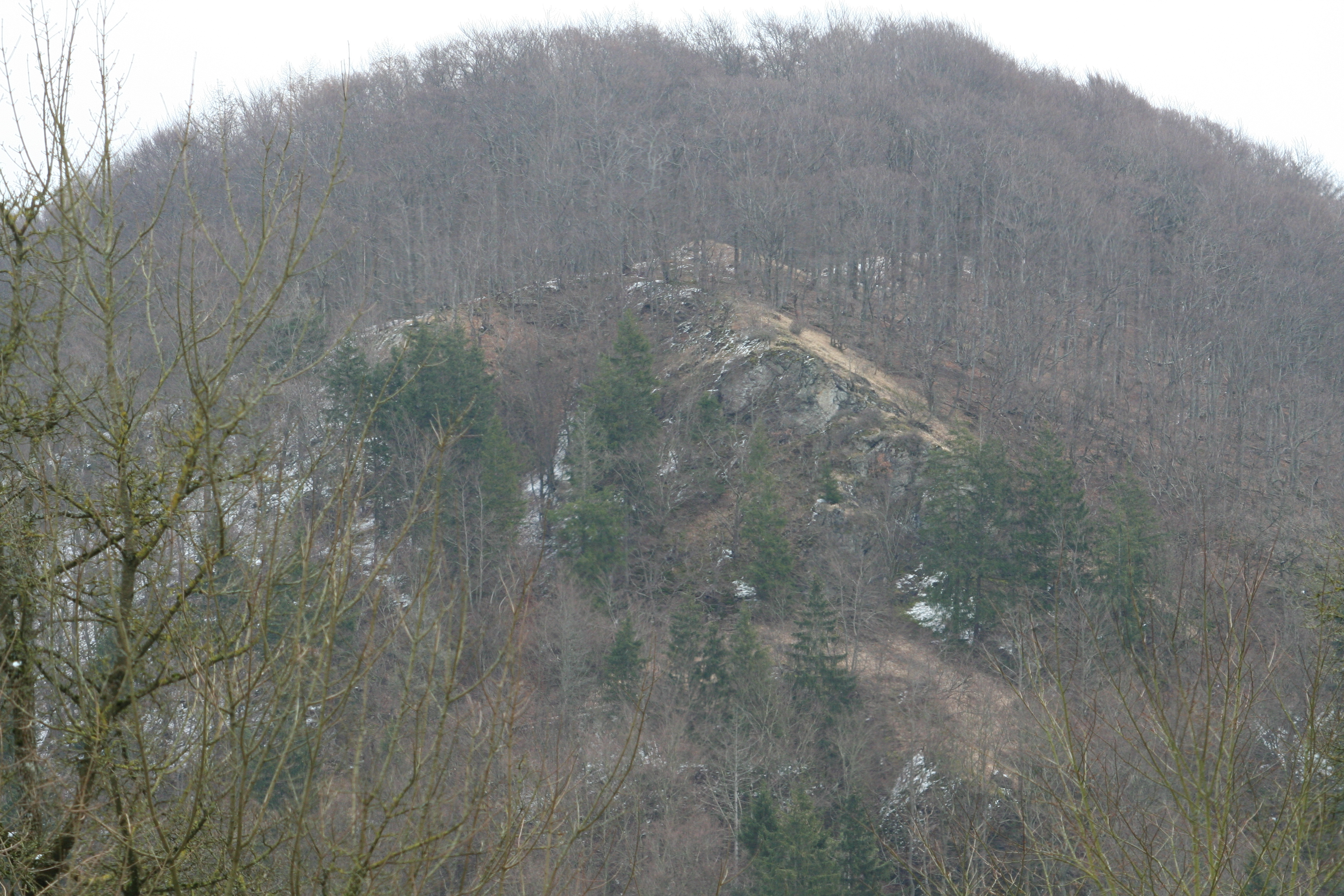
Naturschutzgebiet Hüttenberg im März

Das Naturschutzgebiet Hüttenberg mit einer Größe von 33,5 ha liegt südöstlich von Padberg im Stadtgebiet von Marsberg im Hochsauerlandkreis. Das Gebiet wurde 2001 mit dem Landschaftsplan Hoppecketal durch den Hochsauerlandkreis als Naturschutzgebiet (NSG) ausgewiesen. Das NSG gehört zum seit 2004 ausgewiesenen FFH-Gebiet Wälder bei Padberg (DE 4518-302) mit 94 ha Größe. Das NSG gehört seit 2023 zum Vogelschutzgebiet Diemel- und Hoppecketal mit angrenzenden Wäldern.

## Gebietsbeschreibung
Beim NSG handelt es sich um einen Waldbereich mit Silikat-Felsbereichen auf überwiegend westlich und südwestlich exponierten steilen Talhänge des Hüttenberges. Das Naturschutzgebiet wird von zwei Hangmulden unterteilt. Der Wald besteht hauptsächlich aus Rotbuchenwald und Bereichen mit Eichen, Hainbuchen und Fichten. Die Buchenwälder hatten bei Ausweisung ein mittleres bis hohes Alter. Es handelt sich überwiegend um Waldmeister-Buchenwälder. Die Bestände im Nordteil sind ehemalige Niederwälder aus mehrstämmigen, oft krüppelwüchsigen Bäumen. Hier tritt am Oberhang auch Hainsimsen-Buchenwald mit Blaubeere auf. Vor allem im Norden nahe Niedermühle und an der Hauptbergkuppe im mittleren Hangabschnitt stehen mächtige Felsenzüge aus unterschiedlichen geologischen Formationen an. Besonders flachgründige Bereiche oberhalb der Felsen und an den Bergkuppen tragen Buchenwälder trocken-warmer Standorte. 
Das Fachinformationssystem vom Landesamt für Natur, Umwelt und Verbraucherschutz Nordrhein-Westfalen schreibt zum Naturschutzgebiet Hüttenberg: „Die naturnahen Laubwälder und Felsbiotope sind Rückzugsraum gefährdeter Arten. Besonders der Bewuchs der teils natürlich waldfreien Kalkklippen ist von hohem wissenschaftlichem Wert. Im Oberen Diemeltal stellt die Fläche ein regional bedeutsames Element naturnaher Buchenwälder und Felsbiotope im Verbund weiterer umliegender naturnaher Wald- und Felsbiotope dar. Naturnahe Waldbewirtschaftung und Umwandlung von Nadelgehölzen in Laubholzbestände. Weiterhin sollten die Waldkomplexe in Felsklippenbereichen einer ungestörten Entwicklung überlassen werden.“

## Schutzzweck
Das NSG soll den dortigen artenreichen Wald schützen. Wie bei allen Naturschutzgebieten in Deutschland wurde in der Schutzausweisung darauf hingewiesen, dass das Gebiet „wegen der Seltenheit, besonderen Eigenart und Schönheit des Gebietes“ zum Naturschutzgebiet wurde. Der Landschaftsplan führt als spezielle Schutzzwecke auf: „Schutz von naturnahen Pflanzengesellschaften auf unterschiedlichen Standorten als artenreiche Lebensräume unter anderem seltener und gefährdeter Arten; Erhaltung der Ostflanke der “Padberger Schweiz” als prägender Bestandteil der besonderen Eigenart und hervorragenden Schönheit dieses Berglandes. Wesentlicher Schutzzweck ist auch die Sicherung des ökologischen Netzes Natura 2000 im Sinne der FFH-RL, dem die hier wirksamen Ge- und Verbote des allgemeinen Festsetzungskataloges unter 2.1 Rechnung tragen.“